# Nicholas D’Agosto

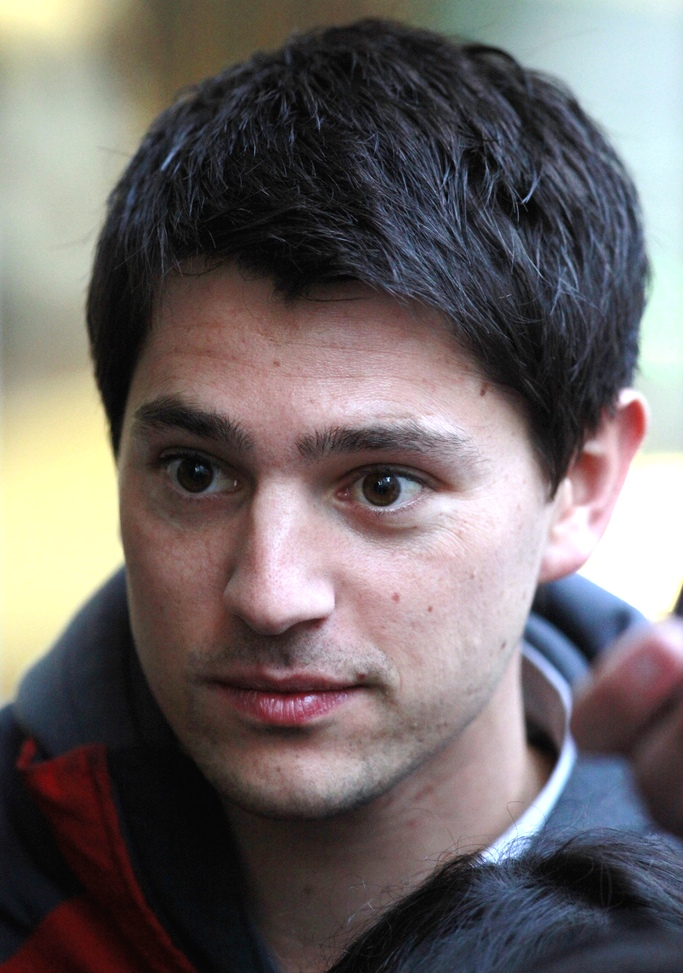
Nicholas D’Agosto (2010)

Nicholas D’Agosto (* 17. April 1980 in Omaha, Nebraska) ist ein US-amerikanischer Schauspieler.

## Leben
Nicholas D’Agosto wurde als drittes von fünf Kindern von Alan und Deanna D’Agosto in Omaha geboren. Seine Eltern sind Eigentümer einiger Filialen der Fastfood-Kette Arby’s in und um Omaha und sind auch karitativ tätig. Die Familie ist römisch-katholischer Konfession. Nach dem Besuch der Grundschulen wechselte er 1998 an die Marquette University in Milwaukee (Wisconsin), an der er Geschichte und Theaterwissenschaften studierte. Ein Semester lebte D’Agosto sogar in der Dominikanischen Republik, um hier Armut und Rassendiskriminierung zu studieren. 2002 schloss D’Agosto sein Studium ab.
Seine Karriere als Schauspieler hat D’Agosto dem Regisseur Alexander Payne zu verdanken, der wie er aus Omaha kommt und 1999 den damals 19-Jährigen in seinem Film Election in einer Nebenrolle auftreten ließ. Seit der Jahrtausendwende stand D’Agosto als Gastdarsteller überwiegend in Fernsehserien vor der Kamera, darunter Emergency Room – Die Notaufnahme, Six Feet Under – Gestorben wird immer, Dr. House oder Supernatural. 2007 war er für neun Episoden in der Fernsehserie Heroes zu sehen. 2009 erhielt er eine Hauptrolle in dem Film Fired Up!. Seit 2013 hatte er eine Hauptrolle in der Showtime-Serie Masters of Sex neben Michael Sheen und Lizzy Caplan inne. Die Serie endete 2016. Eine größere Nebenrolle verkörpert er in der Serie Gotham.
Heute lebt Nicholas D’Agosto in Los Angeles, Kalifornien.

## Filmografie (Auswahl)

### Filme
- 1999: Election
- 2000: Psycho Beach Party
- 2005: Joint Custody
- 2006: Orpheus
- 2006: Inside
- 2007: Rocket Science
- 2007: Drive-Thru
- 2007: L.A. Blues
- 2007: The Rich Inner Life of Penelope Cloud
- 2008: Extreme Movie
- 2009: Untitled Family Pilot
- 2009: Fired Up!
- 2010: Dirty Girl
- 2010: This Little Piggy
- 2011: From Prada to Nada
- 2011: New Romance
- 2011: Final Destination 5
- 2011: Mardi Gras: Die größte Party ihres Lebens (Mardi Gras: Spring Break)

### Serien
- 2002: Do Over – Zurück in die 80er (Folge 1x14)
- 2003: Boston Public (Folge 4x06)
- 2003: Emergency Room – Die Notaufnahme (ER, 2 Folgen)
- 2004: Cracking Up (Folge 1x01)
- 2004: Six Feet Under – Gestorben wird immer (Six Feet Under, Folge 4x11)
- 2004: Cold Case – Kein Opfer ist je vergessen (Cold Case, Folge 2x03)
- 2005: Dr. House (House, Folge 1x11)
- 2005: Supernatural (Folge 1x10)
- 2006: Related (2 Folgen)
- 2006: Without a Trace – Spurlos verschwunden (Without a Trace, Folge 5x11)
- 2006: Big Day (Folge 1x07)
- 2007: Das Büro (The Office, 3 Folgen)
- 2007: Heroes (9 Folgen)
- 2012: Breakout Kings (Folge 2x03)
- 2013: Apartment 23 (Folge 2x15)
- 2013–2014: Masters of Sex (14 Folgen)
- 2014: Review (4 Folgen)
- 2014–2016: Gotham (Fernsehserie, 19 Folgen)
- 2014: Grey’s Anatomy (2 Folgen)
- 2015: Grace and Frankie (Fernsehserie, 1 Folge)
- 2017–2018: Trial & Error (Fernsehserie)
- 2021: The Good Doctor (Folge 4x10)
- 2022–2023: Criminal Minds (7 Folgen)